# 索叙尔
索叙尔（法語：Saulxures，法語發音：[sosyʁ]）是法国下莱茵省的一个市镇，属于莫尔塞姆区。

## 地理
索叙尔（48°23'32"N, 7°7'52"E）面积12.84 平方千米，位于法国大東部大區下莱茵省，该省份为法国大陆部分最东部的省份，是阿尔萨斯的一部分，今与上莱茵省组成了阿尔萨斯欧洲集体，其南至上莱茵省，西南接孚日省和默尔特-摩泽尔省，西接摩泽尔省，北与德国接壤，东侧沿莱茵河与德国相望。
与索叙尔接壤的市镇（或旧市镇、城区）包括：普莱讷、圣斯泰、勒韦尔蒙、布吕什堡、科尔鲁瓦拉罗什、圣布莱斯拉罗什、贝尔瓦勒。
索叙尔的时区为UTC+01:00、UTC+02:00（夏令时）。

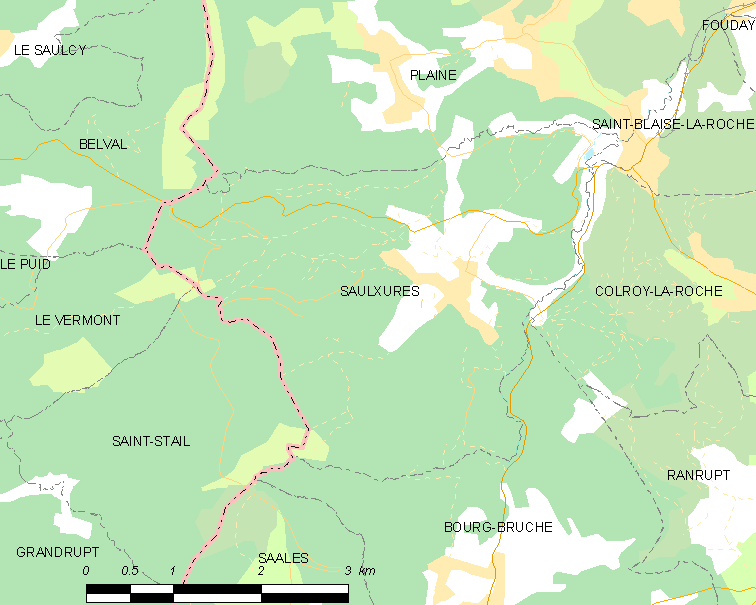
索叙尔的OSM定位图

## 行政
索叙尔的邮政编码为67420，INSEE市镇编码为67436。

## 政治
索叙尔所属的省级选区为米齐格县。

## 人口

1962-2008年间索叙尔人口变化图示

索叙尔于2022年1月1日时的人口数量为505人。